# Eduardo Santas
Eduardo Santas Asensio (Zaragoza, 4 de agosto de 1989) es un deportista español que compite en ciclismo adaptado en las modalidades de pista y ruta, integrante en el plan ADOP y de la selección Nacional de ciclismo adaptado.

## Trayectoria
En 2016 Participó en los Juegos Paralímpicos de Río 2016 donde logró la medalla de bronce en pista en la prueba de velocidad por equipos, junto a Alfonso Cabello y Amador Granados, siendo además la primera medalla en la historia Española en esta prueba en unos Juegos Paralímpicos. En París 2024 consiguió la medalla de plata en ruta en la prueba de contarreloj.
Ganó dieciséis medallas en el Campeonato Mundial de Ciclismo Adaptado en Pista entre los años 2014 y 2022, y cuatro medallas en el Campeonato Mundial de Ciclismo Adaptado en Ruta en los años 2015 y 2022.
En 2017 fue el primer ciclista español adaptado en participar en un campeonato nacional de pista para categoría absoluta. La prueba se disputó en el velódromo Palma Arena y participó en las pruebas de persecución y kilómetro.

## Palmarés internacional
| Juegos Paralímpicos | Juegos Paralímpicos          | Juegos Paralímpicos | Juegos Paralímpicos              |
| Año                 | Lugar                        | Medalla             | Prueba                           |
| ------------------- | ---------------------------- | ------------------- | -------------------------------- |
| 2016                | Río de Janeiro (Brasil)      | Medalla de bronce   | Velocidad por equipos C1-5 mixto |
| Campeonato Mundial  |                              |                     |                                  |
| Año                 | Lugar                        | Medalla             | Prueba                           |
| 2014                | Aguascalientes (México)      | Medalla de oro      | Velocidad por equipos C1-5 mixto |
| 2015                | Apeldoorn (Países Bajos)     | Medalla de bronce   | Scratch C1-3                     |
| 2015                | Apeldoorn (Países Bajos)     | Medalla de plata    | Velocidad por equipos C1-5 mixto |
| 2016                | Montichiari (Italia)         | Medalla de bronce   | 1 km contrarreloj C3             |
| 2016                | Montichiari (Italia)         | Medalla de bronce   | Velocidad por equipos C1-5 mixto |
| 2017                | Los Ángeles (Estados Unidos) | Medalla de plata    | Scratch C3                       |
| 2017                | Los Ángeles (Estados Unidos) | Medalla de plata    | Velocidad por equipos C1-5 mixto |
| 2018                | Río de Janeiro (Brasil)      | Medalla de bronce   | Velocidad por equipos C1-5 mixto |
| 2019                | Apeldoorn (Países Bajos)     | Medalla de plata    | Persecución individual C3        |
| 2019                | Apeldoorn (Países Bajos)     | Medalla de plata    | 1 km contrarreloj C3             |
| 2020                | Milton (Canadá)              | Medalla de bronce   | Persecución individual C3        |
| 2020                | Milton (Canadá)              | Medalla de bronce   | 1 km contrarreloj C3             |
| 2020                | Milton (Canadá)              | Medalla de bronce   | Scratch C3                       |
| 2020                | Milton (Canadá)              | Medalla de bronce   | Ómnium C3                        |
| 2022                | París (Francia)              | Medalla de plata    | Scratch C3                       |
| 2022                | París (Francia)              | Medalla de bronce   | Omnium C3                        |

| Juegos Paralímpicos | Juegos Paralímpicos  | Juegos Paralímpicos | Juegos Paralímpicos |
| Año                 | Lugar                | Medalla             | Prueba              |
| ------------------- | -------------------- | ------------------- | ------------------- |
| 2024                | París (Francia)      | Medalla de plata    | Contrarreloj C3     |
| Campeonato Mundial  |                      |                     |                     |
| Año                 | Lugar                | Medalla             | Prueba              |
| 2015                | Nottwil (Suiza)      | Medalla de bronce   | Ruta C3             |
| 2019                | Emmen (Países Bajos) | Medalla de bronce   | Ruta C3             |
| 2022                | Baie-Comeau (Canadá) | Medalla de oro      | Contrarreloj C3     |
| 2022                | Baie-Comeau (Canadá) | Medalla de bronce   | Ruta C3             |

## Palmarés por año
| 2010 - 4.º Cto. de España Ruta, Casa de Campo - 4.º Cto. de España Contrarreloj en Ruta, Casa de Campo - 14.º General final Paracycling BIRA 2011 (categoría -mc4) - Cto. Euskadi Contrarreloj en Ruta, Zumaya - Cto. de España Contrarreloj en Ruta, Casa de Campo - Cto. Euskadi Ruta, Zarauz - Primera etapa Paracycling BIRA - General Final Critérium International Monedieres - 1.ª Etapa Critérium International Monedieres - 4.º en 1.ª y 2.ª Etapa International Paracyclisme Tour - 4.º General final Paracycling BIRA - 4.º en 2.ª Etapa Paracycling BIRA - 5.º General final International Paracyclisme Tour - 5.º en 1.ª Etapa International Paracyclisme Tour - 5.º en 3.ª Etapa Paracycling BIRA - 6.º en 3.ª Etapa International Paracyclisme Tour - 6.º en 2.ª Etapa Critérium International Monedieres - 11.º Copa del Mundo Contrarreloj en Ruta, Segovia 2012 (categoría -mc3 desde 25-05) - 6.º Copa del Mundo línea, Roma - 6.º Copa del Mundo línea, Segovia - 7.º Copa del Mundo Contrarreloj en Ruta, Segovia - 7.º Copa del Mundo Contrarreloj en Ruta, Roma - 6.º General final por puntos de la Copa del Mundo 2012 (categoría -mc4) - Cto. de España Kilómetro en Pista, Palma Arena - 1.ª etapa Paracycling BIRA - 2.ª etapa Paracycling BIRA - 2.ª etapa Internacional Paracyclisme Tour - Primera etapa Internacional Paracyclisme Tour - Tercera etapa Internacional Paracyclisme Tour - Cto. de España Persecución en Pista, Palma Arena - Cto. de España Contrarreloj en Ruta, Los Alcázares - General final del Internacional Paracyclisme Tour - 4.º General Final Paracycling BIRA - 4.º Cto. de España Ruta, Los Alcázares 2013 - Cto. de España Persecución en Pista, Valencia - Cto. de España Ruta, Águilas - Cto. de España Contrarreloj en Ruta, Águilas - General Final Vuelta Paracycling BIRA y 2 etapas - Cto. de España Kilómetro en Pista, Valencia - 4.º Cto. Mundial Ruta, Baie-Comeau - 5.º Copa del Mundo Contrarreloj en Ruta, Maniego - 6.º Ranking Mundial UCI Ruta - 6.º Copa del Mundo, Matane - 7.º Copa del Mundo ruta, Segovia - 7.º General Final por Puntos de la Copa del Mundo - 9.º Copa del Mundo ruta, Maniego - 10.º Copa del Mundo Contrarreloj en Ruta, Segovia - 10.º Cto. Mundial Contrarreloj en Ruta, Baie-Comeau 2014 - Cto. Mundial Velocidad por Equipos en pista, Aguascalientes - Cto. de España Persecución en Pista, Galapagar - Cto. de España Kilómetro en Pista, Galapagar - Cto. de España Contrarreloj en Ruta, Ciudad Real - General Final Vuelta Paracycling BIRA y 2 etapas - 3.ª etapa Paracycling BIRA - Cto. de España Ruta, Ciudad Real - 4.º Prueba Copa del Mundo Contrarreloj en Ruta, Segovia - 5.º General Final Copa del Mundo - 6.º Prueba Copa del Mundo Contrarreloj en Ruta, La Toscana - 6.º Prueba Copa del Mundo Ruta, Segovia - 7.º Prueba Copa del Mundo Ruta, La Toscana - 7.º Cto. Mundial Persecución en Pista, Aguascalientes - 7.º Cto. Mundial Kilómetro en Pista, Aguascalientes - 10.º Cto. Mundial Contrarreloj en Ruta, Green Ville 2015 - Copa de Europa Persecución en Pista (MC3), Mánchester - Copa de Europa Velocidad por Equipos en Pista, Gales - Copa de Europa Kilómetro en Pista (MC3), Gales - Cto. de España Persecución en Pista, Galapagar - Cto. de España Kilómetro en Pista, Galapagar - General final Vuelta Paracycling BIRA y 3 etapas - Cto. Mundial Velocidad por Equipos en pista, Apeldoorn - Copa del Mundo Contrarreloj en Ruta, Pietermaritzburg - Copa de Europa Mundo Velocidad por Equipos en pista, Mánchester - Copa de Europa Kilómetro en Pista, Mánchester - Subcampeón de Europa Persecución en Pista, Gales - Copa de Europa Contrarreloj en Ruta, Brescia - Cto. de España Contrarreloj en Ruta, Ciudad Real - Cto. de España Contrarreloj Ruta, Ciudad Real - Cto. Mundial Scratch en Pista, Apeldoorn - Copa del Mundo Ruta, Pietermaritzburg - Cto. Mundial Ruta, Nottwil - Ranking Mundial Pista - Ranking Mundial Ruta - 5.º Copa del Mundo Contrarreloj en Ruta, Elzach - 6.º Cto. Mundial Contrarreloj en Ruta, Nottwil - 6.º Cto. Mundial Persecución en Pista, Apeldoorn - 6.º Cto. Mundial Kilómetro en Pista, Apeldoorn - 6.º Copa del Mundo Ruta, Elzach - 6.º Copa de Europa Ruta, Brescia 2016 - Cto. de España Kilómetro en Pista, Galapagar - Cto. de España Persecución en Pista, Galapagar - Cto. de España Scratch en Pista, Galapagar - Cto. de España Scratch en Ruta, Estepona - Cto. de España Contrarreloj en Ruta, Estepona - Ranking UCI en Pista. - Juegos Paralímpicos de Río 2016 Velocidad por Equipos en Pista - Cto. Mundial Velocidad por Equipos en Pista, Montichiari - Cto. Mundial Kilómetro en Pista, Montichiari - 5.º Cto. Mundial Persecución en Pista, Montichiari - 6.º Juegos Paralímpicos de Río 2016 Persecución en Pista - 6.º Cto. Mundial Scratch en Pista, Montichiari - 7.º Juegos Paralímpicos de Río 2016 Kilómetro en Pista - 8.º Copa del Mundo Contrarreloj, Bilbao - 8.º Copa del Mundo Contrarreloj, Ostende - 9.º Juegos Paralímpicos de Río 2016 Ruta - 10.º Copa del Mundo Ruta, Ostende 2017 - Copa de Europa Persecución en Pista, Mánchester - Copa de Europa Kilómetro en Pista (MC1,MC2, MC3), Mánchester - Cto. de España Persecución en Pista, Tafalla - Cto. de España Kilómetro en Pista, Tafalla - Cto. de España Ruta, Alhaurín de la Torre - Cto. de España Contrarreloj Individual - Cto. de España Scratch en Pista, Tafalla - Cto. Mundial Velocidad por Equipos en Pista, Los Ángeles - Cto. Mundial Scratch en Pista, Los Ángeles - 4.º Cto. Mundial persecución en pista, Los Ángeles - 4.º Cto. Mundial Ruta, Pietermaritzburg - 5.º Copa del Mundo Contrarreloj, Emmen - 5.º Copa de Europa Pista, Scratch Mánchester - 6.º Copa del Mundo Ruta, Emmen - 8.º Cto. Mundial Kilómetro Pista, Los Ángeles - 8.º Cto. Mundial Contrarreloj, Pietermanritzburg - 8.º Copa del Mundo Contrarreloj, Maniago | 2018 - Cto. de España Persecución en Pista, Galapagar - Cto. de España Kilómetro en Pista, Galapagar - Cto. de España Scratch en Pista, Galapagar - Cto. de España Contrarreloj en Ruta, Villadiego - Cto. de España Ruta, Villadiego - Cto. Mundial Velocidad por Equipos en Pista, Río de Janeiro - 4.º Cto. Mundial Persecución en Pista, Río de Janeiro - 4.º Copa del Mundo Ruta, Emmen - 5.º Copa del Mundo Contrarreloj, Emmen - 5.º Copa del Mundo Ruta, Ostende - 6.º Cto. Mundial en ruta, Maniago. - 6.º General final Copa del Mundo 2018. - 6.º Copa del Munto Contrarreloj, Baie-Comeau. - 7.º Cto. Mundial, Contrarreloj, Maniago. - 7.º Copa del Mundo ruta, Baie-Comeau. - 9.º Cto. Mundial Kilómetro en Pista, Río de Janeiro - 9.º Copa del Mundo, Contrarreloj, Ostende 2019 - Copa del Mundo de Contrarreloj, en Corridonia - Cto. de España Persecución en Pista, Galapagar - Cto. de España Kilómetro en Pista, Galapagar - Cto. de Ruta en Salamanca - Cto. de Contrarreloj, en Salamanca - Copa de Europa en ruta, Cáceres. - Copa de Europa ruta, Ain Handitour. - Copa de Europa Contrarreloj, Ain Handitour. - Copa de Europa Contrarreloj, Cáceres. - Copa de Europa ruta, Paracycling Bira. - Copa de Europa Contrarreloj, Paracycling Bira - General Ranking UCI ruta. - Cto. Mundial persecución en Pista, Apeldoorn - Cto. Mundial kilómetro en Pista, Apeldoorn - Cto. Mundial ómnium en Pista, Apeldoorn - General Copa del Mundo. - Cto. Mundial Ruta, Emmen - Copa del Mundo Contrarreloj, Baie-Comeau. - Copa del Mundo Ruta, Baie-Comeau. - Copa de Europa Persecución en Pista, Mánchester - Copa de Europa Kilómetro en Pista, Mánchester - Copa de Europa Velocidad por Equipos en Pista, Mánchester - General provisional Ranking UCI pista. - 4.º Cto. Mundial Contra reloj individual, Emmen - 4.º Copa de Europa Scratch en Pista, Mánchester - 4.º Cto. Mundial 200 m en Pista, Apeldoorn - 4.º Copa del Mundo Contrarreloj, Ostende - 5.º Cto. Mundial Scratch en Pista, Apeldoorn - 5.º Cto. Mundial Velocidad por Equipos en Pista, Apeldoorn - 7.º Copa del Mundo ruta, Corridonia - 13.º Copa del Mundo ruta, Ostende 2020 - Cto. de España Persecución en Pista, Galapagar - Cto. de España Kilómetro en Pista, Galapagar - Cto. de España Ruta Circuito Cartagena. - Cto. de España CRI. - Copa de Europa en ruta, Cáceres. - Copa de Europa en contrarreloj, Cáceres. - Cto. Mundial persecución en Pista, Milton - Cto. Mundial kilómetro en Pista, Milton - Cto. Mundial scratch en Pista, Milton - Cto. Mundial ómnium en Pista, Milton - General Ranking UCI pista. - 4.º Cto. Mundial pista 200 m Milton 2021 - Cto. de España Persecución en Pista, Galapagar - Cto. de España Kilómetro en Pista, Galapagar - Cto. de España Sratch, Galapagar - Cto. de España Omniun, Galapagar - Cto. de España Contrarreloj, Cadalso de los Vidrios - Cto. de España 200 m en Pista, Galapagar - Cto. Europo contrarreloj, Austria. - Cto. Europo en ruta, Austria. - 4.º Copa del Mundo en CRI, Ostende. - 4.º Juegos Paralímpicos de Tokio 2020 persecución pista. - 5.º Juegos Paralímpicos de Tokio 2020 contrarreloj, ruta. - 5.º Cto. Mundial, ruta, Cascais. - 6.º Cto. Mundial, CRI, Cascais. - 9.º Juegos Paralímpicos de Tokio 2020 kilómetro, pista. - 14.º Copa del Mundo en ruta, Ostende. - 26.º Juegos Paralímpicos de Tokio 2020 ruta. 2022 - Cto. Mundial contrarreloj Baie-Comeau. - Cto. de España Ruta Torrent. - Cto. de España CRI Valencia. - Cto. de España Persecución en Pista, Valencia - Cto. de España Kilómetro en Pista, Valencia - Cto. de España Sratch, Valencia - Cto. de España Omniun, Valencia - Cto. de España 200 m en Pista, Valencia - Cto. Mundial, Scratch, París. - Copa del mundo Ruta, Ostende. - Copa del mundo Ruta Quebec. - Cto. Mundial, Baie-Comeau. - Cto. Mundial, Omnium, París. - 3º, Cto. Mundial, 200m, París. - 4º, Cto. Mundial, Persecución, París. - 4º, Cto. Europa ruta Gaspoltshofen. - 5º, Cto. Europa CRI Lochen an See. - 6º, Cto. Mundial, Kilómetro, París. - 7º, Cto. Mundial, Team Sprint, París. - 8,º Copa del Mundo Ruta, Elzach. - 10,º Copa del Mundo CRI, Elzach. - 11,º Copa del Mundo CRI, Ostende. 2023 - Cto. de España Ruta Viveiro. - Cto. de España CRI Viveiro. - Cto. de España Persecución en Pista, Valencia - Cto. de España Kilómetro en Pista, Valencia - Cto. de España Sratch, Valencia - Cto. de España Omniun, Valencia - Cto. de España 200 m en Pista, Valencia - Copa de Europa ruta, Cáceres. - Copa de Europa CRI, Cáceres. - Copa de Europa ruta, Valencia. - Copa de Europa CRI, Valencia. - Cto. Europa CRI, Rotterdam. - Copa del mundo Ruta, Maniago. - Copa del mundo CRI, Huntsville. - Copa del mundo Ruta, Huntsville. - 4º Cto. Mundial, Scratch, Glasgow. - 4º General Copa del mundo. - 5º Copa del mundo CRI, Ostende. - 5º Cto. Europa Ruta, Rotterdam. - 6º Cto. Mundial, Persecución, Glasgow. - 7º Copa del mundo CRI, Maniago. - 8º Cto. Mundial, CRI, Glasgow. - 10º Cto. Mundial, Ruta, Glasgow. - 10º Copa del mundo Ruta, Ostende. 2024 - Cto. de España Persecución en Pista, Galapagar - Cto. de España Kilómetro en Pista, Galapagar - Cto. de España Sratch, Galapagar - Cto. de España Omniun, Galapagar - Cto. de España 200 m en Pista, Galapagar - Copa del mundo CRI, Ostende. - Copa del mundo CRI, Maniago. - Copa del mundo CRI, Adelaida. - 5º Copa del mundo ruta, Maniago. - 4º General Copa del Mundo 2024. - 8º Copa del mundo ruta, Adelaida. 2025 - Copa del mundo CRI, Ostende. - 1º Copa España Gran Canaria ruta. - 1º Copa España Gran Canaria CRI. - Copa del mundo CRI, Maniago. - 2º General Copa del Mundo 2025. - 8º Copa del mundo ruta, Ostende. - 10º Copa del mundo ruta, Maniago. |

## Distinciones
- Placa de Bronce Real orden al mérito deportivo 2016[35]
- Premio Ciudad de Tarazona 2016[36]
- Premio Radio Marca 2016[37]